# 中津川バイパス
中津川バイパス（なかつがわバイパス）とは、岐阜県中津川市を東西で結ぶ一般国道19号のバイパスである。1985年（昭和60年）11月に全通（2車線）した。その後も工事は続けられ、現在は全線4車線化されている。

## 概要
- 起点 岐阜県中津川市千旦林
- 終点 岐阜県中津川市落合
- 全長 7.7km

## 沿革
- 1972年（昭和47年） 都市計画決定・ 用地買収着手
- 1973年（昭和48年） 着工
- 1985年（昭和60年） 全線開通

## 接続する道路
- 中津川IC - 中央自動車道
- 国道257号（旧国道19号：起点 - 中津川市青木交差点間）
  - 東行き・西行き車線とも名古屋方面との出入りのみ。塩尻方面との出入りはできない
- 岐阜県道413号東野中津川線
- 国道363号
- 岐阜県道71号中津川停車場線
- 岐阜県道6号中津川田立線
- 岐阜県道7号中津川南木曽線

## 主な橋
- 中津川大橋（中津川）[1]